# 学校教育の情報化の推進に関する法律
学校教育の情報化の推進に関する法律（がっこうきょういくのじょうほうかのすいしんにかんするほうりつ、令和元年6月28日法律第47号）は、学校教育の情報化の推進について基本理念を定め、国、地方自治体などの責務を明らかにし、学校教育の情報化の推進のための計画の策定、そのほかの必要事項を定めることに関する日本の法律である。通称は学校教育情報化推進法。

## 概要
学校教育の情報化の推進に関する法律は、すべての児童生徒がその状況に応じて効果的に教育を受けることができる環境の整備を図るため、2019年（令和元年）6月28日、公布、施行された。
本則は22条ある。第1章から第4章までに分けられており、それぞれ「総則」「学校教育情報化推進計画等」「学校教育の情報化の推進に関する施策」「学校教育情報化推進会議」について規定されている。

## 構成
- 第一章　総則
  - 第1条　目的
  - 第2条　定義
  - 第3条　基本理念
  - 第4条　国の責務
  - 第5条　地方公共団体の責務
  - 第6条　学校の設置者の責務
  - 第7条　法制上の措置等
- 第二章　学校教育情報化推進計画等
  - 第8条　学校教育情報化推進計画
  - 第9条　都道府県学校教育情報化推進計画等
- 第三章　学校教育の情報化の推進に関する施策
  - 第10条　デジタル教材等の開発及び普及の促進
  - 第11条　教科書に係る制度の見直し
  - 第12条　障害のある児童生徒の教育環境の整備
  - 第13条　相当の期間学校を欠席する児童生徒に対する教育の機会の確保
  - 第14条　学校の教職員の資質の向上
  - 第15条　学校における情報通信技術の活用のための環境の整備
  - 第16条　学習の継続的な支援等のための体制の整備
  - 第17条　個人情報の保護等
  - 第18条　人材の確保等
  - 第19条　調査研究等の推進
  - 第20条　国民の理解と関心の増進
  - 第21条　地方公共団体の施策
- 第四章　学校教育情報化推進会議
  - 第22条　学校教育情報化推進会議
- 附則

## 各規定
条文の原文については、学校教育の情報化の推進に関する法律 (PDF) を参照。

### 目的(1条)
すべての児童生徒がその状況に応じて効果的に教育を受けることができる環境の整備を図るため、学校教育の情報化の推進に関し、基本理念、国等の責務、推進計画等を定めることにより、施策を総合的かつ計画的に推進し、もって次代の社会を担う児童生徒の育成に貢献する。

### 定義(2条)
学校教育の情報化とは、学校の各教科等の指導等における情報通信技術の活用及び学校における情報教育の充実並びに学校事務における情報通信技術の活用である。

### 基本理念(3条)
1. 情報通信技術の特性を生かして、児童生徒の能力、特性等に応じた教育、双方向性のある教育等を実施
2. デジタル教材による学習とその他の学習を組み合わせるなど、多様な方法による学習を推進
3. 全ての児童生徒が、家庭の状況、地域、障害の有無等にかかわらず学校教育の情報化の恵沢を享受
4. 情報通信技術を活用した学校事務の効率化により、学校の教職員の業務負担を軽減し、教育の質を向上
5. 児童生徒等の個人情報の適正な取扱い及びサイバーセキュリティの確保
6. 児童生徒による情報通信技術の利用が、児童生徒の健康、生活等に及ぼす影響に十分配慮

### 国の責務等(4条〜6条)
国、地方公共団体及び学校の設置者の責務を規定。

### 法制上の措置等(7条)
政府は、必要な法制上又は財政上の措置その他の措置を講じなければならないこと

### 推進計画(8・9条)
1. 文部科学大臣は、基本的な方針、期間、目標等を定めた学校教育情報化推進計画を策定（総務大臣、経済産業大臣その他の関係行政機関の長と協議）
2. 地方公共団体も計画を策定（努力義務）

### 基本的施策(10条〜21条)
地方公共団体は、国の施策を勘案し、その地域の状況に応じた学校教育の情報化の推進を図るよう努力
1. デジタル教材等の開発及び普及の促進
2. 教科書に係る制度の見直し
3. 障害のある児童生徒の教育環境の整備
4. 相当の期間学校を欠席する児童生徒に対する教育の機会の確保
5. 学校の教職員の資質の向上
6. 学校における情報通信技術の活用のための環境の整備
7. 学習の継続的な支援等のための体制の整備
8. 個人情報の保護等
9. 人材の確保等
10. 調査研究等の推進
11. 国民の理解と関心の増進

### 学校教育情報化推進会議(22条)
1. 関係行政機関相互の調整を行う学校教育情報化推進会議を政府内に設置
2. 1.の調整を行うに際しては、有識者で構成する学校教育情報化推進専門家会議の意見を聴取

## 経緯

### 施行後
2019年6月に文部科学省が発表した「新時代の学びを支える先端技術活用推進方策（最終まとめ） (PDF) 」では、Society5.0時代の到来と子供たちの多様化を受け、多様な子供たちを「誰一人取り残すことのない、公正に個別最適化された学び」の実現、と明記されており、世界最先端のICT環境の実現に向け、令和元年度内にそのロードマップを策定する。としている。